# 内海忠司

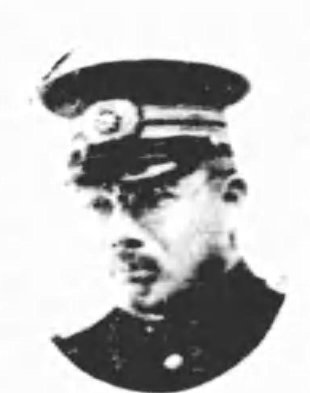
内海忠司

内海 忠司（うつみ ちゅうじ、1884年（明治17年）12月3日 - 1968年（昭和43年）11月28日）は、日本の内務官僚。台湾総督府官僚。台北市尹、新竹州知事、高雄州知事。

## 経歴
京都府出身。1911年（明治44年）、京都帝国大学法科大学政治学科を卒業。1913年（大正2年）に高等文官試験に合格した。山形県東田川郡書記、山形県属、沖縄県警部、同島尻郡長、香川県視学官、青森県理事官、島根県警察部長、群馬県警察部長、佐賀県警察部長、愛媛県内務部長、佐賀県内務部長を歴任した。1928年（昭和3年）より台湾総督府に転じ、台北州警務部長、台南州内務部長、台北市尹を経て、1932年（昭和7年）に新竹州知事に就任。その後、高雄州知事に転じた。
退官後は（株）南日本化学工業常任監査役を務めた。

## 関連文献
- 『内海忠司日記 1928-1939　帝国日本の官僚と植民地台湾』

近藤正己・北村嘉恵・駒込武編、京都大学学術出版会、2012年2月
- 『内海忠司日記 1940-1945　総力戦体制下の台湾と植民地官僚』

近藤正己・北村嘉恵編、京都大学学術出版会、2014年2月